# Incendie de ferme au Québec
Les incendies de ferme au Québec sont un problème de sécurité publique et de bien-être animal. Il y en aurait chaque année plus de deux cents au Québec.
Selon le ministère de la Sécurité publique, près de mille cinq cents bâtiments agricoles ont brûlé entre 2010 et 2016. Ces incendies ont entraîné des pertes matérielles de plus de 255 millions de dollars.

## Bien-être animal
Les incendies de ferme sont un problème d'éthique animale quand les bâtiments d'élevage sont touchés. La Société pour la prévention de la cruauté envers les animaux (SPCA) de Montréal estime que 300 000 animaux ont péri dans des incendies de ferme entre 2015 et 2018.
« Le fait qu'on ne tienne pas de statistiques officielles là-dessus au niveau gouvernemental, c'est assez parlant au niveau de l'importance qu'on apporte à la vie de ces animaux-là. Les décès d'animaux sont comptabilisés dans la valeur des pertes matérielles du bâtiment, en termes de valeur monétaire. »
— Sophie Gaillard, avocate à la SPCA, Aucun système pour détecter les incendies dans 74 % des fermes touchées, Radio-Canada, 5 mars 2018

## Causes
Selon Guy Debailleul, professeur à la faculté des sciences de l'agriculture de l'Université Laval, le danger d'incendie est très élevé dans les fermes, particulièrement dans les fermes laitières, en raison de la quantité de matières inflammables (paille, foin, carburant, etc) qui s'y trouvent. La moitié des incendies de ferme serait due à des problèmes électriques,.
Selon le ministère de la Sécurité publique, 7 % des incendies de bâtiments de ferme survenus entre 1998 et 2002 seraient suspects ou criminels. Dans 23 % des cas, la cause serait indéterminée ; par ailleurs, 74 % des bâtiments agricoles incendiés depuis 2010 n'étaient pas munis d'un système de détection d'incendie. Enfin, d'après l'Association des chefs en sécurité incendie du Québec (ACSIQ), les bâtiments agricoles sont négligés par les pompiers.

## Solutions proposées
Pour l'Association des chefs en sécurité incendie du Québec, la majorité des inspecteurs n'ont pas l'expérience ou les connaissances requises pour inspecter les bâtiments agricoles.
Il est suggéré d'installer des appareils permettant de détecter les défaillances électriques pouvant dans certains cas conduire à des incendies.
La SPCA de Montréal prône également la présence obligatoire d'un système de détection des incendies dans les bâtiments d'élevage. Ceux-ci seraient efficaces dans 80 % des cas. La même organisation recommande également que les lois provinciales et les règlements municipaux devraient stipuler que chaque propriétaire établisse un plan d'évacuation pour les bêtes en cas d'incendie.